# Piepmatz
Piepmatz, englisch „Little Songbirds“, ist ein Kartenspiel der amerikanischen Spieleautoren Ben Pinchback und Matt Riddle, das 2018 in einer Version auf Deutsch und Englisch bei dem Verlag Lookout Games erschien. Thematisch geht es bei diesem Spiel darum, mit Hilfe von Vogelkarten Punkte zu sammeln. Beim À-la-carte-Kartenspielpreis 2019 wurde es auf Platz 9 gewählt.

## Hintergrund und Ausstattung
In dem Spiel Piepmatz handelt es sich um ein Kartenspiel, bei dem die Spieler versuchen, mit Hilfe von Vogelkarten zu sammeln. Das Spielmaterial besteht neben der Spielanleitung aus 110 Spielkarten. Dabei handelt es sich um 72 Vogelkarten mit sechs Arten, je Weibchen und Männchen, 30 Futterkarten und sechs Ärgerkarten in Form von Eichhörnchen- und Krähenkarten sowie ein beidseitig bedrucktes Futterhäuschen und eine Startspielerkarte.

## Spielweise
Das Spiel kann mit zwei bis vier Spielern gespielt werden. Zu Beginn wird das Futterhäuschen in die Tischmitte gelegt, je nach Spieleranzahl zeigt es dabei zwei oder drei Futterplätze. Die Futterkarten werden gemischt, danach werden vier Karten offen über das Futterhäuschen platziert und der Rest kommt zusammen mit den eingemischten Ärgerkarten als verdeckter Nachziehstapel darüber. Danach werden die Vogelkarten gemischt und an jeden Futterplatz wird eine Karte offen angelegt. Jeder Spieler bekommt zudem vier Vogelkarten als Handkarten, die restlichen Karten bilden einen verdeckten Nachziehstapel, von dem drei weitere Karten offen ausgelegt werden.
Das Spiel beginnt mit einem Startspieler, der die Startspielerkarte erhält und offen vor sich ablegt, und wird im Uhrzeigersinn gespielt. Jeder Spieler spielt in seinem Zug eine Karte aus, deren Folgen ausgeführt werden, und zieht am Ende seines Zuges eine Karte nach.
Beim Auslegen legt der Spieler eine seiner Handkarten offen an einen der Futterplätze an, wodurch dort Vogelreihen entstehen. Der jeweils erste Vogel sitzt dabei direkt am Futterplatz, alle anderen am Boden stehen an. Der aktive Spieler addiert nach dem Auslegen seiner Karte den Wert der am Boden wartenden Vögel und zieht die Summe vom Kartenwert des Vogel am Futterplatz ab:
- Ist das Ergebnis positiv, darf er eine Futterkarte entsprechend der Position der Futterkarte oberhalb des Futterhäuschens nehmen und verdeckt vor sich ablegen. Danach nimmt der Spieler den Vogel am Futterplatz in seine Sammlung auf und legt ihn offen vor sich ab. Dabei werden die offenen Karten der Auslage nach Arten und Paaren sortiert.[1] Musste ein Spieler eine Ärgerkarte vom Futterplatz nehmen, wird deren Effekt nach der Auslage ausgeführt: Bei einer Krähe wird ein Vogel der Art, von der der Spieler am meisten hat, verscheucht, und bei einem Eichhörnchen verliert der Spieler zwei Karten vom Futterstapel. Danach rückt der Vogel mit dem höchsten Kartenwert vom Boden zur Futterstelle nach und die Summe der Werte der Vögel am Boden werden erneut mit dem neuen Vogel am Futterplatz verglichen. Ist die Summe wieder höher als der Kartenwert des Vogels werden die beschriebenen Schritte erneut durchgeführt.[1]
- Ist das Ergebnis gleich oder negativ bekommt der Spieler keine Futter- und auch keine Vogelkarte. Stattdessen darf er eine Vogelkarte aus seiner Hand in seine Sammlung, deren Wert aber nicht höher sein darf als der der vorher gespielten Karte.[1]

Am Ende seines Zuges zieht der Spieler so lange Handkarten nach, bis er wieder vier Karten auf der Hand hat. Er kann dabei wählen, ob er offen ausliegende Karten nimmt oder verdeckte von Nachziehstapel. Danach werden die Futterkarten über dem Vogelhäuschen nachgelegt. Zieht der Spieler dabei Ärgerkarten werden diese von unten nach oben den ausgelegten Futterkarten beigelegt. und müssen so später mit diesen genommen werden.
Das Spiel endet am Ende der Runde, in der keine Futterkarten mehr nachgelegt werden können. Das Spiel endet mit dem letzten Spieler vor dem Spieler mit der Startspielerkarte. Danach wirft jeder Spieler zwei seiner Handkarten ab und legt die verbliebenen zwei Karten in seine Sammlung. Bei der nachfolgenden Wertung bekommt jeder Spieler je 5 Punkte für jeweils ein Paar aus Männchen und Weibchen der gleichen Vogelart, die Summe aller Kartenwerte als Punkte bei den Arten, bei denen der Spieler die Mehrheit hat, und die Summe der Punkte von seinen Futterkarten. Der Spieler mit der höchsten Punktzahl gewinnt das Spiel, bei einem Gleichstand gewinnt der Spieler mit den meisten Vogelpaaren.

## Ausgaben und Rezeption
Piepmatz wurde von den amerikanischen Spieleautoren Ben Pinchback und Matt Riddle entwickelt und erschien 2018 auf Deutsch und Englisch bei dem deutschen Verlag Lookout Games. 2019 erschien eine Ausgabe auf Spanisch und Portugiesisch, ebenfalls von Lookout Games. ASS Altenburger, Vertriebspartner von Lookout Games, brachte 2019 zudem eine Oster-Edition auf den Markt, in dem die Karten in einer eiförmigen Verpackung ausgeliefert wurden. 2020 erschien eine französische Version von Funforge und 2021 eine koreanische bei Hobby Game Mall.
Das Spiel wurde 2019 auf den neunten Platz des À-la-carte-Kartenspielpreises der Zeitschrift Fairplay gewählt.

## Belege
1. 1 2 3 4 5 6 7 8 9  
Offizielle Spielregeln für Piepmatz, Lookout Games 2018
2. ↑  
Versionen von Piepmatz in der Datenbank BoardGameGeek; abgerufen am 2. Januar 2023.